# Fényes likacsosgomba
A fényes likacsosgomba vagy szagos likacsosgomba (Picipes badius) a likacsosgombák családjába tartozó, Eurázsiában és Észak-Amerikában elterjedt, elhalt fatörzseken élő, nem ehető gombafaj.

## Megjelenése
A fényes likacsosgomba kalapja 5-20 cm átmérőjű, alakja bemélyedő vagy tölcséres. Felülete fényes, nedves időben tapadós; bőrszerű, sugarasan benőtten szálas. Színe fiatalon világos szürkésbarna, később sötét gesztenyebarna lesz, élénk narancsbarna szegéllyel. Széle éles, hullámos.
Húsa fehéres, vékony, szívós. Kellemes gombaszagú és -ízű.
Lefutó alakú termőrétege pórusos, a likacsok aprók, szabad szemmel nehezen láthatók (4-8/mm). Színe fehér, idősen sárgásfehér.
Tönkje rövid, 2-4 cm magas és 0,5-2 cm vastag. Színe szürkésfekete, a kalap széléhez vagy a közepéhez is csatlakozhat.
Spórapora fehér. Spórája elliptikus-hengeres, sima, mérete 6,5-8,5 x 3-4 µm.

### Hasonló fajok
A téli likacsosgomba halványabb, pórusai nagyobbak. 

## Elterjedése és termőhelye
Eurázsiában és Észak-Amerikában honos. Magyarországon nem gyakori.
Nedves erdőkben, elhalt lombos fák törzsén él, amelyek faanyagában fehérkorhadást okoz. Májustól szeptemberig terem. 

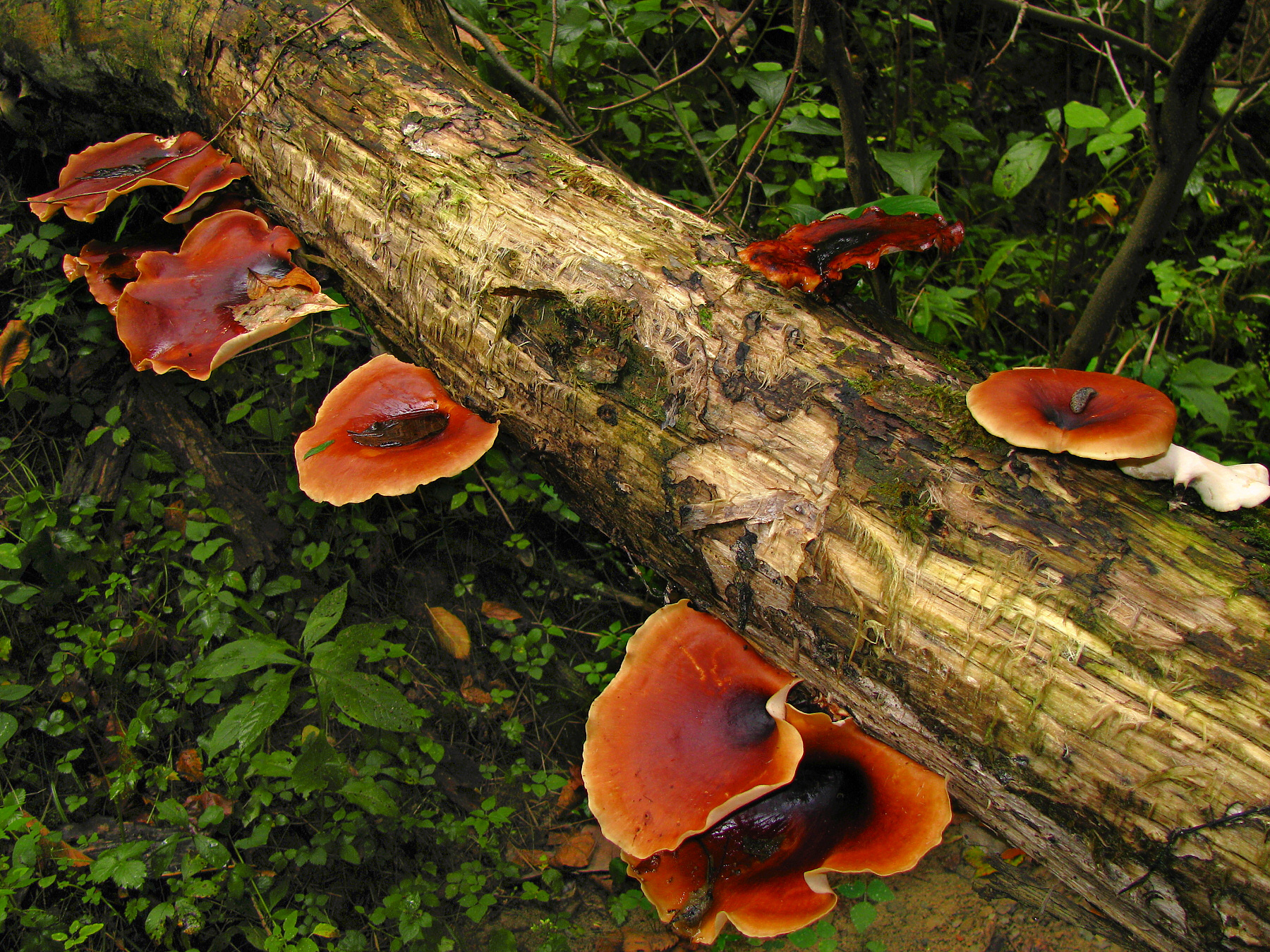
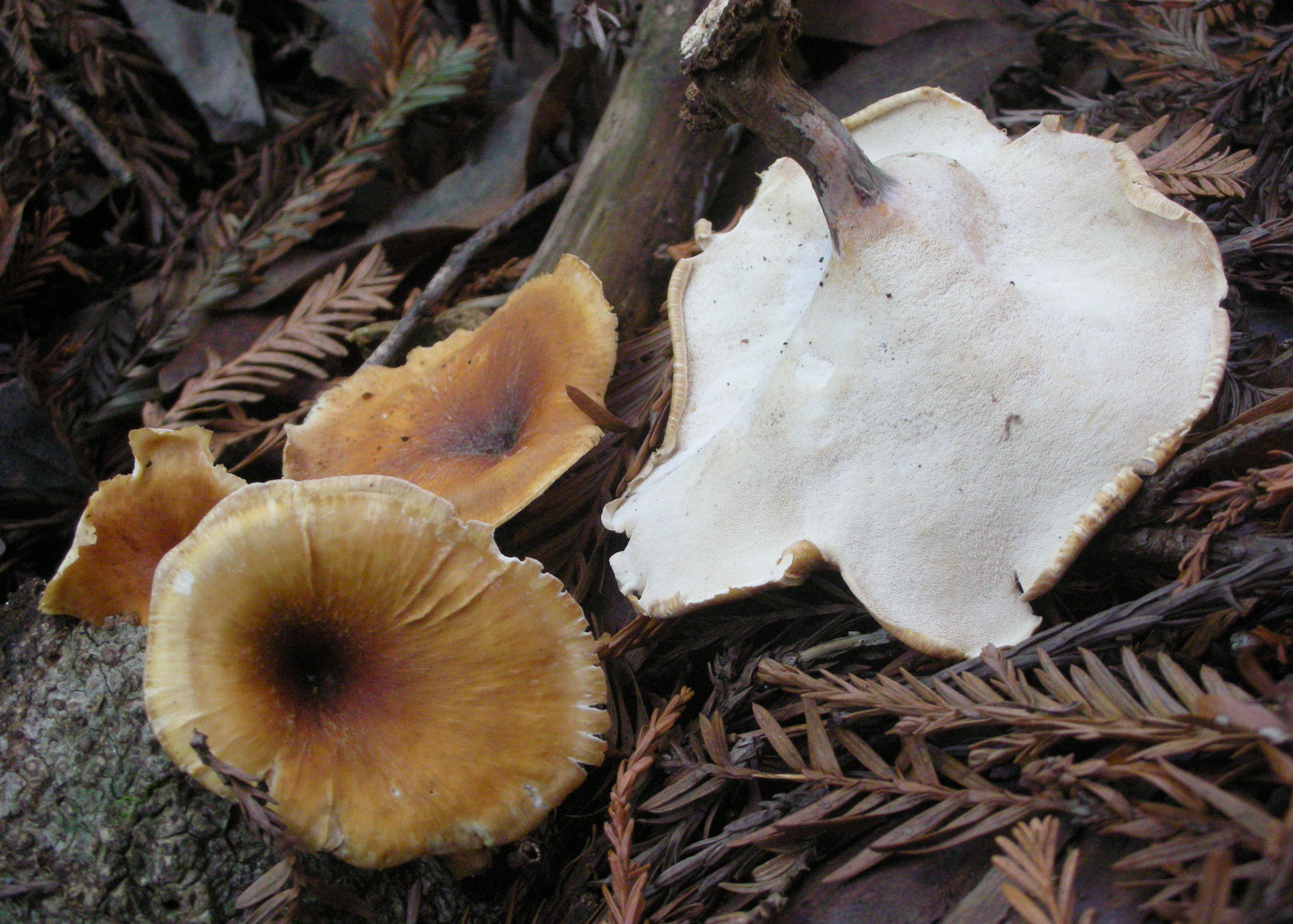
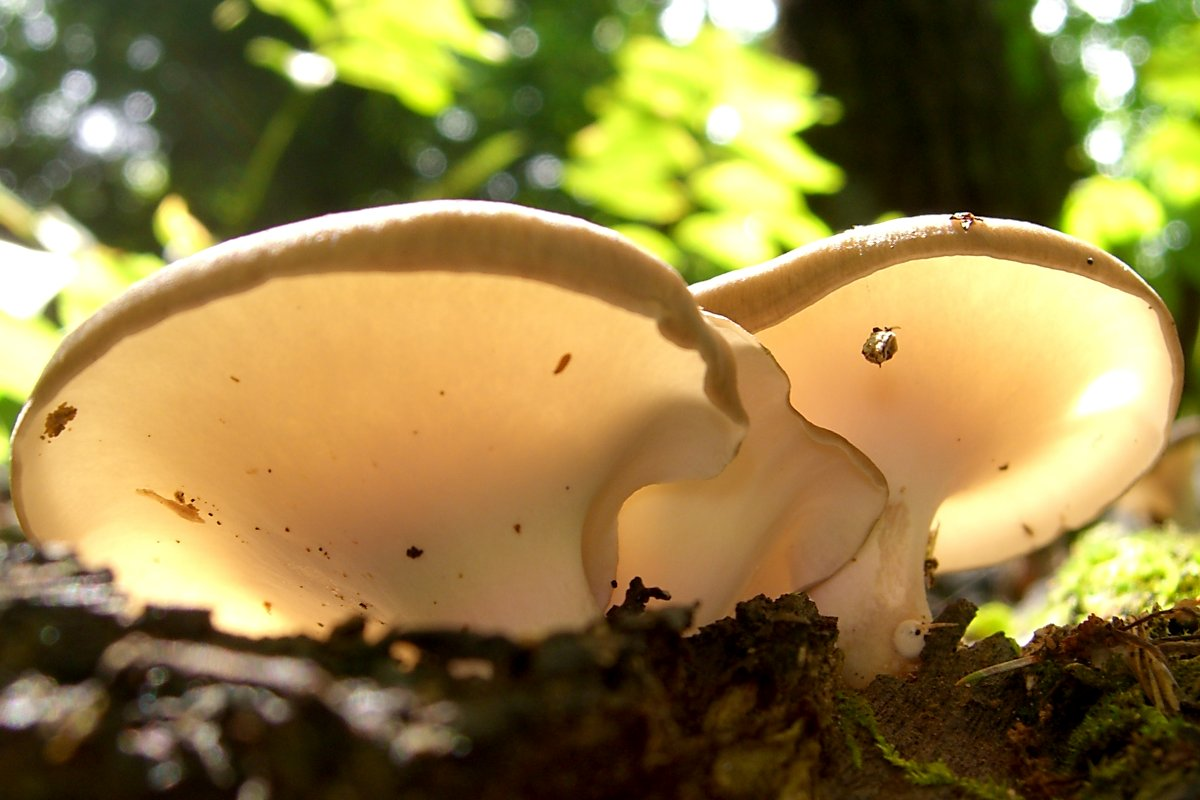
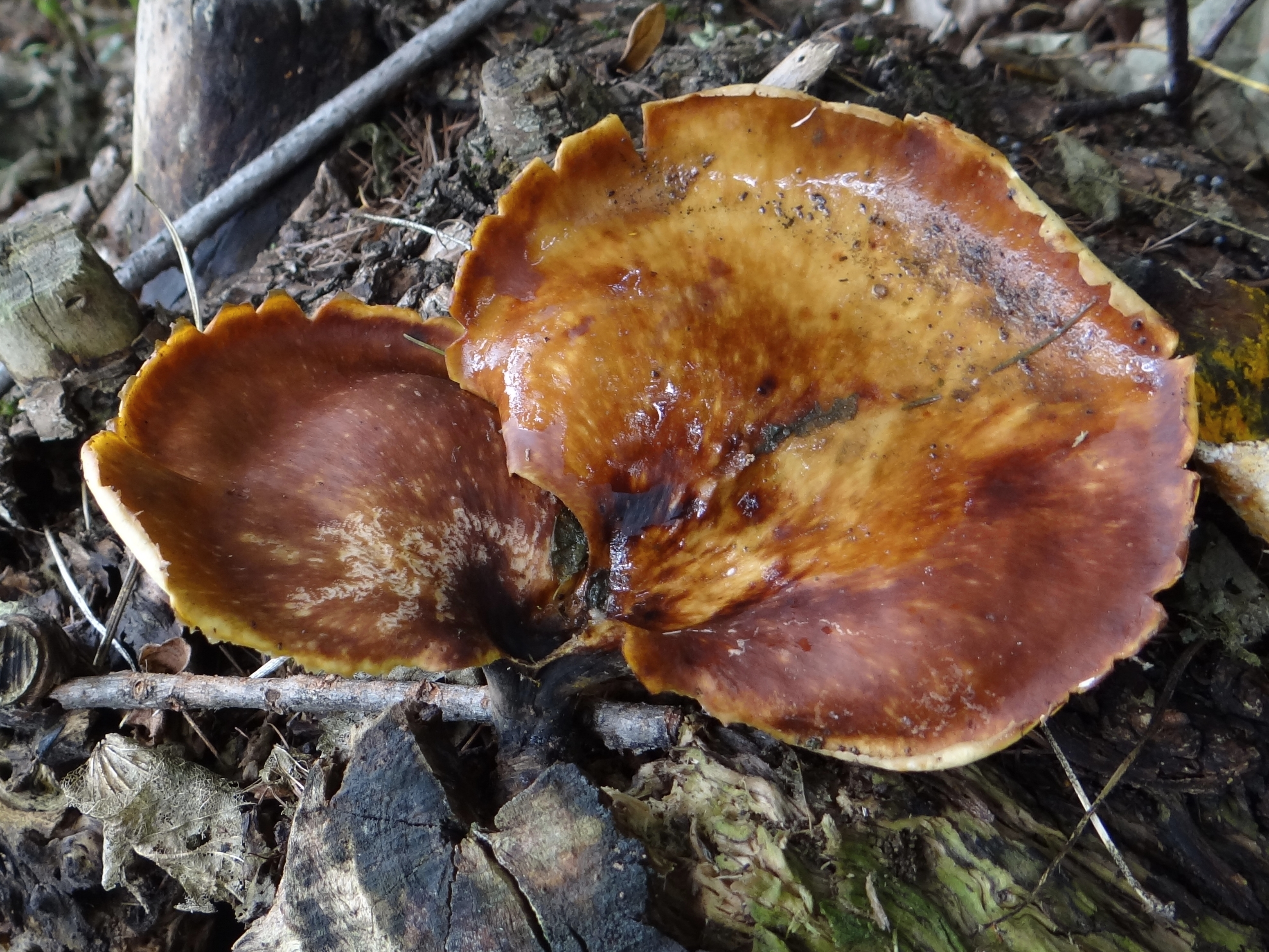
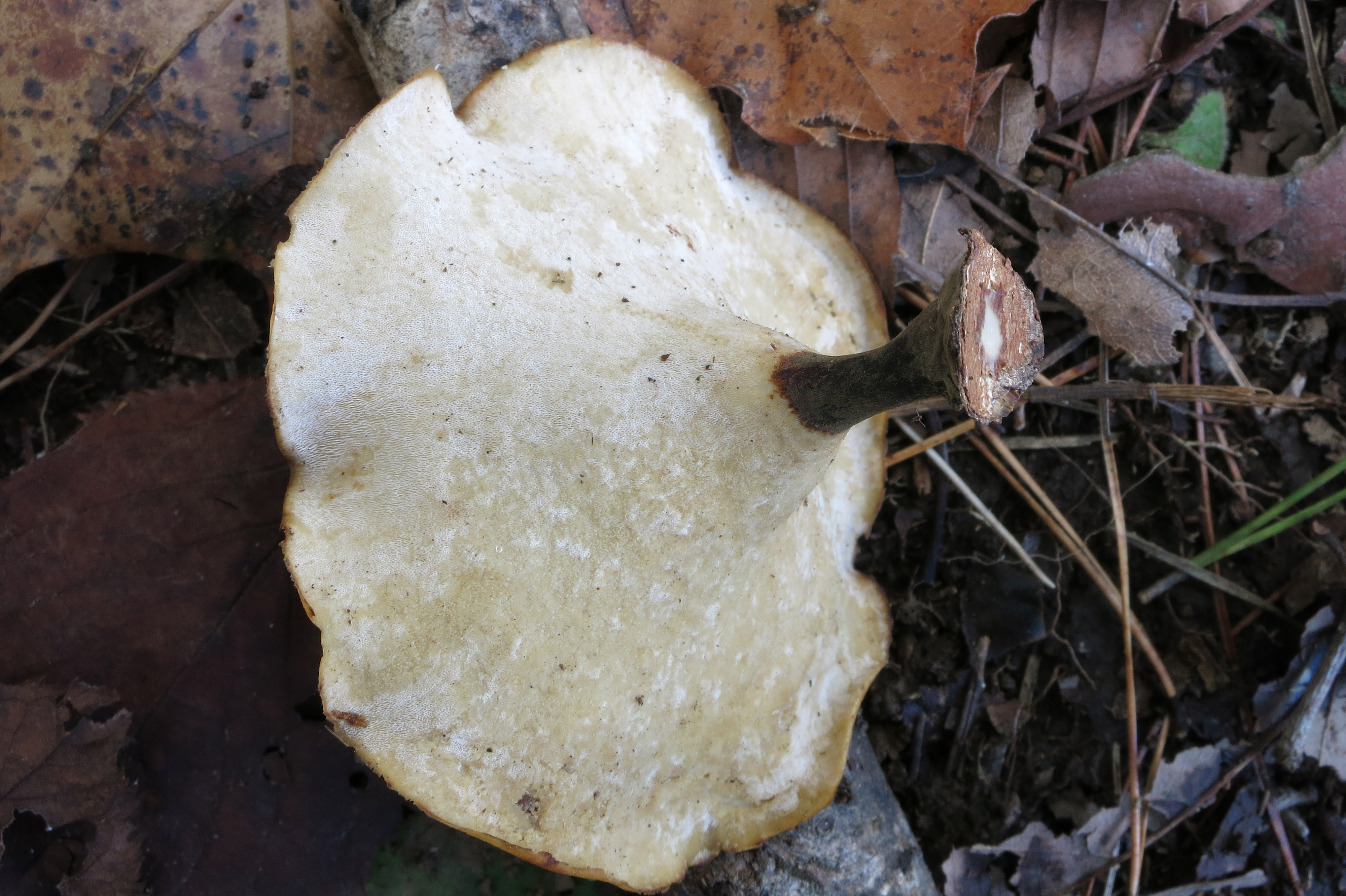

Nem ehető.